# Gyalzen Norbu
Gyalzen Norbu est un sherpa népalais né en 1917, et mort le 11 mai 1961.

## Biographie
Gyalzen Norbu fait partie de plusieurs expéditions françaises d'ascension du Makalu. En 1954, il réalise avec Jean Franco, Lionel Terray et Pa-Norbu la première ascension du versant Kangchungtse, le 22 octobre. Il atteint le sommet le 16 mai 1956 avec Jean Franco et Guido Magnone, le lendemain de la première ascension par Jean Couzy et Lionel Terray.
Le 9 mai 1956, en compagnie du japonais Toshio Imanishi, il réalise, à 37 ans, la première ascension du Manaslu par le versant nord-est. Cela fait de lui le premier homme à gravir deux sommets de 8000 mètre d'altitude.